# 別爾季山
48°27′36″N 23°59′27.9″E / 48.46000°N 23.991083°E

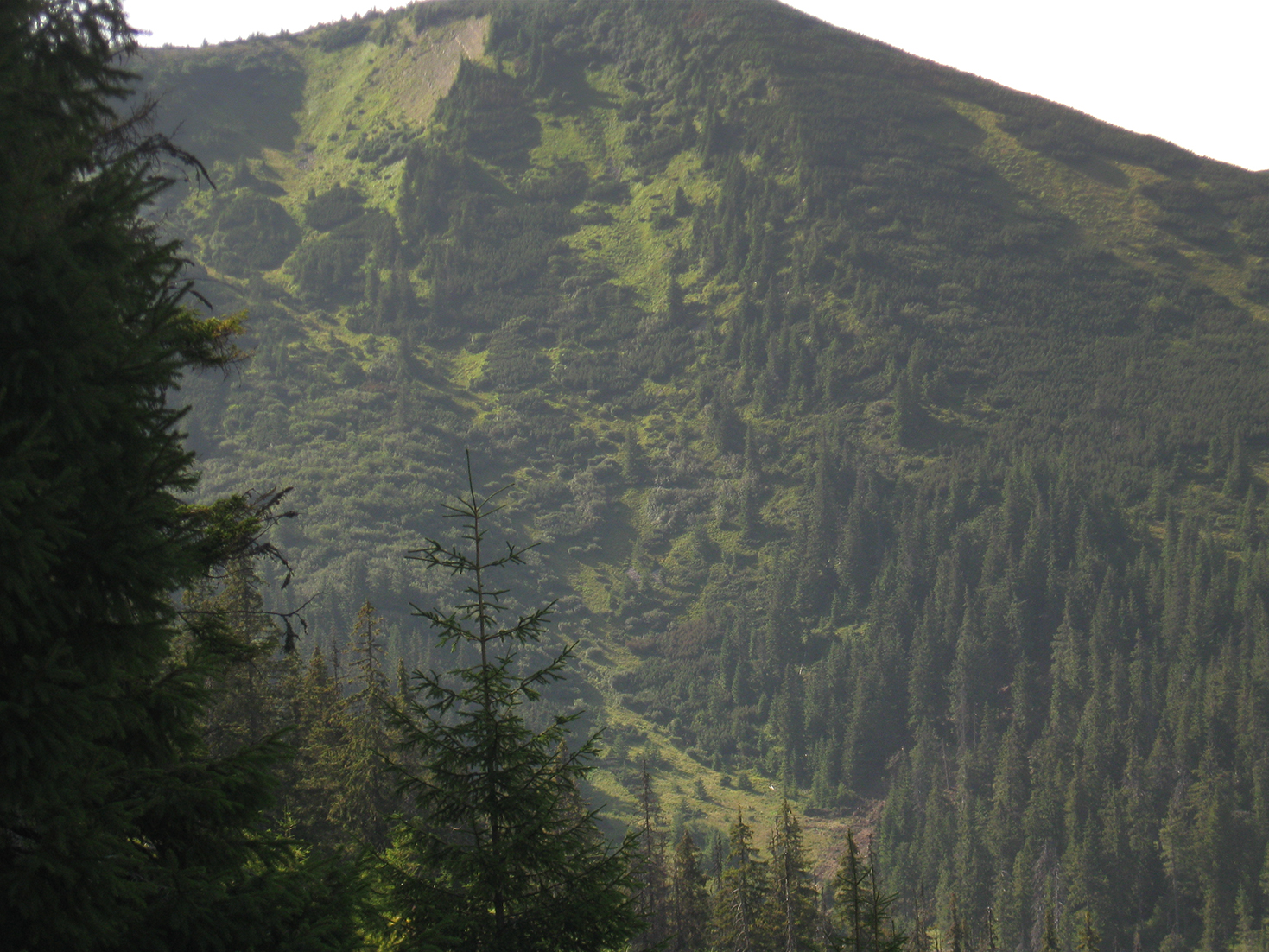

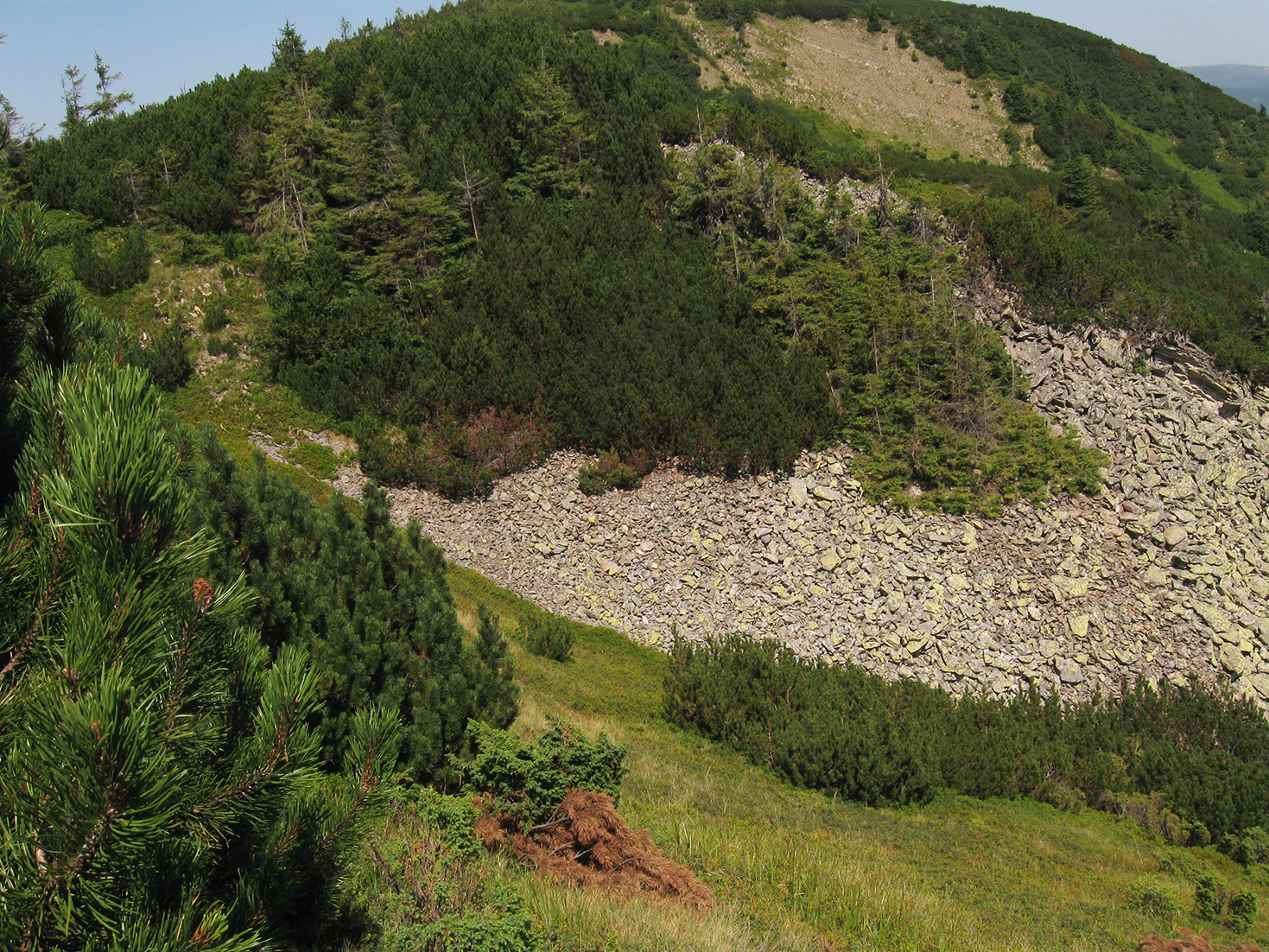

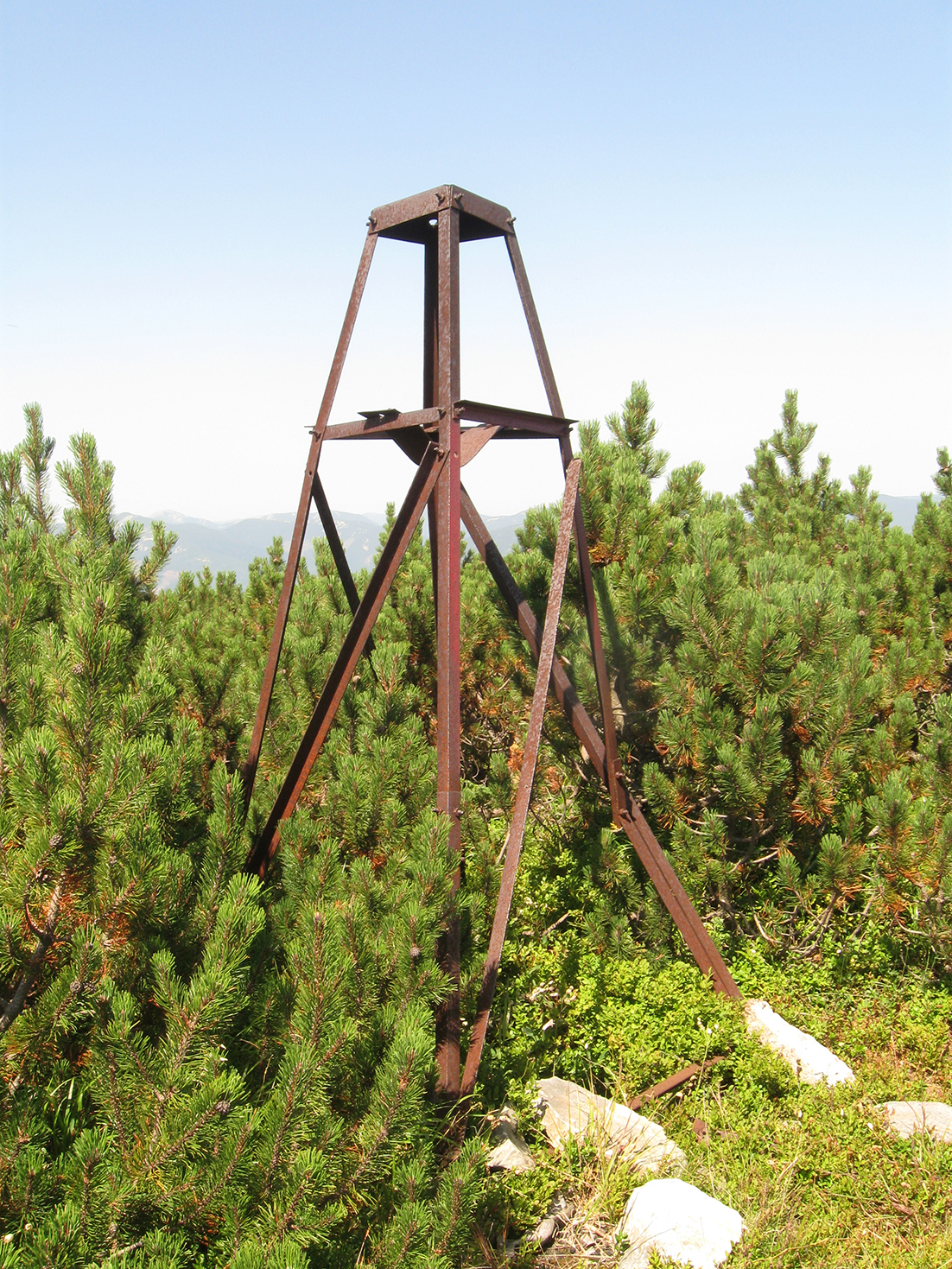

別爾季山（烏克蘭語：Берть）是烏克蘭的山峰，位於該國西部外喀爾巴阡州，屬於烏克蘭喀爾巴阡山脈的一部分，海拔高度1,666米，每年平均降雨量1,295毫米。